# 서울제일대학원대학교
서울제일대학원대학교는 서울특별시 강북구에 있었던 사립 대학원대학이다.

## 연혁
- 2011년 3월 1일 : 개교
- 2017년 : 폐교 및 부지에 제네바신학대학원대학교 개교[1], 6년만에 폐업
- 일자불명 : 구 교사 매각(구 교사에는 길재활요양원이 들어섬)

## 전공
- 사회복지학
- 교육학

## 같이 보기
- 이홍하